# Петр Правец
Петр Правец (нар. 17 вересня 1967) — чеський астроном, дослідник астероїдів, першовідкривач багатьох астероїдів. Співробітник Обсерваторії Ондржейов. Академік Академії наук Чеської Республіки.
Правец є плідним першовідкривачем подвійних астероїдів, фахівцем у фотометричних спостереженнях і обертальних кривих блиску. Центр малих планет приписує йому відкриття або співвідкриття 350 номерних малих планет, і він очолює зусилля великого консорціуму станцій під назвою «BinAst» для пошуку множинності навколоземних астероїдів та астероїдів внутрішнього головного поясу.
Астероїд головного поясу 4790 Петрправец, відкритий Елеонор Гелін у 1988 році, був названий на його честь. 